# San Gregorio, Bochil
San Gregorio är en ort i Mexiko.   Den ligger i kommunen Bochil och delstaten Chiapas, i den sydöstra delen av landet, 700 km öster om huvudstaden Mexico City. San Gregorio ligger 1 169 meter över havet och antalet invånare är 147.
Terrängen runt San Gregorio är huvudsakligen kuperad, men österut är den bergig. San Gregorio ligger nere i en dal. Runt San Gregorio är det ganska tätbefolkat, med 116 invånare per kvadratkilometer. Närmaste större samhälle är Bochil, 1,0 km nordost om San Gregorio. I omgivningarna runt San Gregorio växer huvudsakligen savannskog.